# ギャルピース

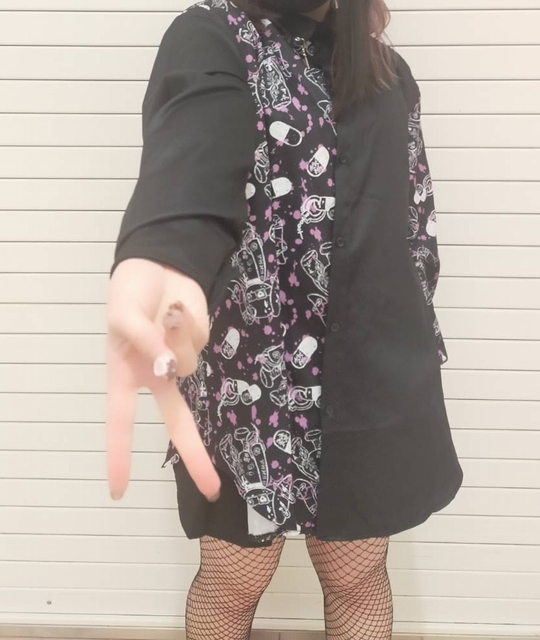
ギャルピース

ギャルピース（英: Gal Peace、朝: 갸루피스）は、手を使ったポーズの一つ。通常のピースサイン（Vサイン）とは逆に、手のひらの方を上に向けて、前へ突き出すポーズである。略称は「ギャルピ」。2022年に韓国の女性アイドルの間で流行が始まった後、日本でもZ世代（1990年半ばから2010年代前半に生まれた世代）や若者を中心として、InstagramやTikTokなどのSNSなどで流行した。大元は1990年代の日本でのギャル文化での流行であり、韓国から日本へ逆輸入の形で再流行したともいわれるが、これには異説も唱えられている（後述）。

## 形状
手でピースサインを作り、手のひらの方を上に向けて、前へ突き出すポーズ。通常のピースを上下逆にしたような形である。時に前腕を反らせながら、可愛らしく見せることもある。人によっては、首を大きく傾けたり、腕をかなり沿わせるような形でポーズをする人もいれば、ピースを上下逆にするだけのシンプルなポーズを取る人もいる。
韓国のアイドルグループ・TREASUREの日本育ちのメンバーであるヨシは、手はそのままで、顔を隠す仕草を「ほとんどのギャルはこうする」「本当のギャルピース」と語っている。また、韓国のアイドルグループのBilllieの日本出身のメンバーである福富つきは、デビュー前に日本でファッション雑誌のモデルをしており、周囲にギャルが多く、ギャル文化に直接触れてきたことを踏まえて、ギャルピースと共に、テンションの上昇の意味で「あげ〜」と言うのが、リアルなギャルピースと主張している。

## 発祥

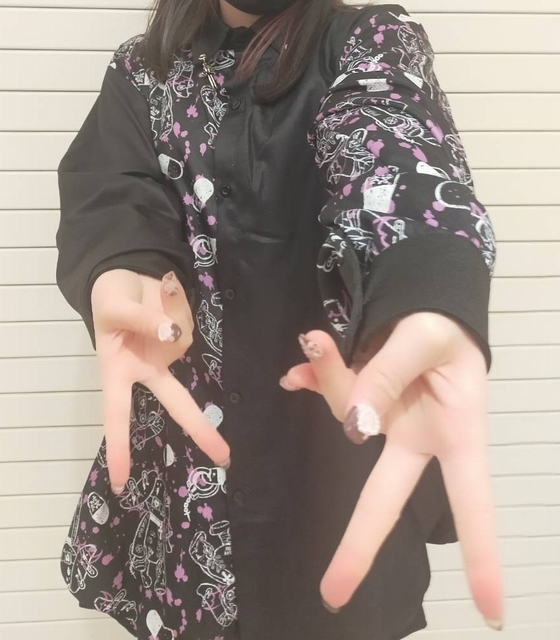
両手でのギャルピース

韓国の女性向け雑誌「레이디경향」の公式ウェブサイトによれば、在日韓国人作家のキム・ミンジョン（김민정）が2022年4月の記事で、ギャルピースのことを「1990年代の日本のギャル文化から来たレトロブーム」と報じている。同2022年4月の聯合ニュースやファイナンシャルニュース（파이낸셜뉴스）などの、韓国のニュースサイトでも、「1990年代の日本のファッション文化が発祥であり、当時の日本の女性が写真を撮るときに、このポーズが流行していた」とある。
日本でも、ジャーナリストの吉崎エイジーニョが「日本の1990年代ギャル文化発祥のポーズ」と述べている。日本経済新聞でも、「1990年代にプリクラの撮影ポーズとして流行した」と述べられている。株式会社レベルスによるウェブサイト「言葉の手帳」では、「1990年代当時は『ギャルピース』という言葉はなく、2022年の流行によりこの言葉が誕生した」とされている。講談社の現代ビジネスでも、「1990年代にギャルの間で流行し、ギャルブームの終焉とともに衰退した」とされている。
1990年代の日本がルーツであることの裏付けの一つとして、当時の日本文化を題材とした映画『SUNNY 強い気持ち・強い愛』（2018年公開）についての映画ナタリーの記事でも、「ギャルピース」と報じられている。韓国でこのポーズで話題となった（後述）日本出身の韓国のアイドルであるレイも、2022年4月のラジオ放送で「昔の日本で流行したポーズ」と語っていた。ファッション雑誌「egg」の公式サイトでも、「1990年代にeggのモデルが多用していた」「平成期のeggのモデルのプリクラなどで多数見かける」と述べられている。
しかし、ジェイ・キャストにおいて流行の情報を取り扱うウェブサイト「J-CASTトレンド」によれば、実際に当時の日本でこのポーズが流行していたとの情報が、インターネット上で発見されないとの意見もある。Twitter上での意見でも、「やっていた」「少し違う」と、意見が分かれている。
J-CASTトレンドの調査によれば、当時10代だった複数人からは、「ポーズがちょっと違う気がする」との意見が得られている。それらの話を総合すると、当時の流行は、腕を前方に伸ばして逆向きに手のひらを開く、またはピースサインを顔の真横に添える「エッグポーズ」であり、その際に、さまざまな向きのピースサインがあったという。これらが混同された結果、誰かがギャルピースと同じポーズをしていた可能性も示唆されている。エッグポーズの発祥とされる先述の雑誌「egg」の公式サイトでも、「エッグポーズの進化系」と述べられている。

## 韓国での流行
2021年12月7日には、韓国の音楽グループであるIVEの日本人メンバー・レイが、ファンとの交流のためのアプリ「UNIVERSE」およびIVEの公式Twitterで披露しており、韓国ではこのレイの投稿が流行の発端とされている。IVEはデビュー曲「ELEVEN」が音楽番組で13冠を獲得したことで、メンバー全員の知名度も急上昇し、それと比例してレイのギャルピースも10代から20代の間で、急速に拡散された。
翌2022年4月5日には、大手経済紙「毎日経済新聞」系の「MKスポーツ（MK스포츠）」が、aespaのジゼルがギャルピースを掲げた写真を掲載し、「ジゼル、さわやかにギャルピース（朝: 지젤, 상큼하게 갸루피스）」と報じた。吉崎エイジーニョは、韓国最大のポータルサイト「ネイバー」において「ギャルピース」（갸루피스）の単語が初めて登場したのはこの日としている。
その後、韓国の他のアイドルたちも次々と、SNSでギャルピースを披露するようになった。Red Velvetのジョイ、NMIXXのソリュンといった女性アイドルグループのメンバーも、これに倣う形でSNSでギャルピースを披露しており、10代の若者を中心に大流行した。ポーズの呼び名も、日本語の発音と同じように「ギャルピース（갸루피스）」と呼ばれている。先述のレイが最もこのポーズの感じをよく表現しているとして、「レイポーズ」「レイピース（레이피스）」とも呼ばれている。
女性アイドル以外では、男性アイドルグループのDRIPPINのメンバーであるチャ・ジュノも、2022年4月に、グループの公式Twitterでギャルピースを披露し、日本語で「#ギャルピース」とハッシュタグを添えて投稿した。2022年6月には、アメリカの俳優のトム・クルーズらが、映画 『トップガン マーヴェリック』のプロモーション活動で韓国を訪問し、記者懇談会でファンからの要望に応えてギャルピースを披露したことで、Twitterなどで拡散されて話題となった。
一方で、日本出身のメンバーが複数人存在する音楽グループのTWICEは、ギャルピースが流行する何年も前から、同グループのメンバーであるサナを始めとしてこのポーズをしていたことから、 韓国のファンの間でも「元祖ギャルピースはTWICE」として、話題となっている。
芸能人以外でも、世界ショートトラックスピードスケート選手権大会を終えて帰国した選手団もギャルピースを披露し、韓国メディアの「NEWS1」で「ギャルピースも完璧に」と報じられた。
Instagramでは、ハッシュタグが韓国語の「＃갸루피스」での投稿が、2022年5月時点で7000件以上に昇り、一般人の間でも人気となっている。

## 日本での流行
日本でも2022年以降、K-POPアイドルの人気に伴って、ギャルピースが流行を見せている。2022年当時の女子中学生や女子高校生からは、「ポーズ自体は2年くらい前から知っていた」「その当時は『ギャルピース』という名前ではなく、やる人もあまりいなかった」「ギャルブームの到来以降、皆がやり始めて、Instagramのハッシュタグで『ギャルピース』とつけるようになった」との声がある。女性アイドルグループのOCHA NORMAのメンバーである北原ももは、同グループのメンバーの田代すみれのことを、「『ギャルピースを流行らせた人なんじゃない?』というくらい、流行る前からずっとやっていた」と話している。
SNSにおいては、福岡のHIPHOP歌手のOHAYOの楽曲「GAL (feat. Shake Pepper & Yvngboi P）」の曲中で、ギャルピースから始まる振り付けで踊る動画がTikTok上で拡散したことで、10代の中で話題を呼んだ。この楽曲を使用した動画はTikTokで多数投稿されており、その中でもギャルピースが多くみられる。Instagramでもハッシュタグ「#ギャルピース」の投稿件数が、
2022年4月末時点では1000件、2022年5月時点では5500件を超えており、学園祭やプリクラで、女子高生が仲良さそうにギャルピースを披露している姿が多数見られる。TikTokでは2022年7月5日時点で、ハッシュタグ「#ギャルピース」が880万回視聴、「#ギャルピ」が270万回視聴を記録した。
高校生向けの情報を発信する高校生新聞社が、LINE公式アカウント「高校生新聞編集部」をフォローしている読者の中高生181人にアンケートを実施した「中高生の流行語10選」（2022年11月28日発表）の中にも「ギャルピース」が選ばれた。このアンケートにおいては、中学3年生の女子からは「ポーズをとるときに『ギャルピ』と言いながらギャルピースをする」との意見が寄せられた。
株式会社エイチジェイが運営する若年層向けウェブマガジン「YOUTH Clip」での、Instagramフォロワーの女子高生たちへの「2022年最も流行ったと思うものは何か」の調査結果（2022年9月27日発表）では、「ルーズソックスなどのギャル系アイテムやギャルピースなど」として「ギャル」が第2位に選ばれ、2000年代のギャル文化が2022年の女子高生たちの間で再流行したことが確認された。電通で若者の実態を調査する電通若者研究部でも、2022年5月の若者層の流行の調査で、「ギャルピース」が回答として挙がったことから、「ギャル」という言葉は令和の若者たちにも確実に意識されていると考えられた。
著名人では、ファッションモデルのゆうちゃみ（古川優奈）がトレードマークとしている他、先述の本田紗来や、女優の清原果耶ら、男性芸能人でも俳優の桜田通、北村一輝らがメディアでギャルピースを披露し、反響を呼んだ。女優の芳根京子が、ドラマで共演した生田絵梨花や岡崎紗絵と3人でのギャルピースをした姿を自身のInstagramに掲載した際には、「いいね」が73000を超えた。芸能人以外では、プロバスケットボールチームの宇都宮ブレックスの公式Twitterで、2022年4月17日投稿の動画で、ギャルピースを行う選手の姿が見られた。一般人では、「弘前経済新聞」の2022年1月9日の記事で、「ギャルピースで応じる笑顔の新成人たち」の姿が報じられた。

### 流行に関するランキング
| GAL '22 Trend Ward AWARD ギャル流行語大賞 | GAL '22 Trend Ward AWARD ギャル流行語大賞 |
| ----------------------------------------- | ----------------------------------------- |
| 第1位                                     | ギャルピ                                  |
| 第2位                                     | エグち                                    |
| 第3位                                     | 好ハオ                                    |
| 第4位                                     | ホカンス                                  |
| 第5位                                     | ユザネ                                    |
| 第6位                                     | メンケア                                  |
| 第7位                                     | プルい                                    |
| 第8位                                     | ゆるぼ                                    |
| 第9位                                     | しごでき                                  |
| 第10位                                    | キャパい                                  |

- 2022年上半期インスタ流行語大賞（Petrel、2022年6月10日）[注 2] - 第2位[7][注 3]
- 2022年上半期ティーンが選ぶトレンドランキング（マイナビ、2022年6月16日）[注 4] - 「コト篇」ランキング2位[32]
- 2022年上半期Z世代トレンドランキング（Creative Group、2022年6月21日）[注 5] - プリクラポーズ部門第1位[50]
- JC・JK流行語大賞 2022年上半期（AMF、2022年6月30日）[注 6] - モノ部門 第3位[52]
- 2022年 夏特大号! 高校生 最新トレンドランキング（アイ・エヌ・ジー、2022年7月1日）[注 7] - 今流行っている写真を撮るときのポーズ 1位[53]
- 2022年6月度 SNS流行語ランキング（SNSマネージャー流行語ランキング委員会、2022年7月5日）[注 8] - 第10位[8]
- 2022夏、夜の街流行調査（アイ・エヌ・ジー、2022年8月25日）[注 9] - 第3位[55]
- 大学生流行語大賞2022年度上半期（ユーキャンパスユース、2022年10月5日）[注 10] -  モノこと部門9位、コトバ部門6位[56]
- 2022年秋の特大号! 高校生最新トレンドランキング（アイ・エヌ・ジー、2022年11月4日）[注 7] - 流行っているポーズ1位[57]
- SHIBUYA109 lab.トレンド大賞2022（SHIBUYA109エンタテイメント、2022年11月8日）[注 11] - ポーズ部門第1位[58]
- egg流行語大賞2022（egg、2022年11月21日）[注 12] - 第1位[19][注 3]
- Z世代トレンドアワード2022（バイドゥ、2022年11月30日）[注 13] - 年鑑トレンド2位、モノ部門 トレンドブーム2022 大賞（1位）[59]
- 小学生の流行語ランキング2022（ベネッセコーポレーション、2022年12月4日）[注 14] - 第3位[60]
- 2022年推し活トレンドランキング（Oshicoco、2022年12月5日）[注 15] - 2022年「流行った言葉」は? 第1位[61][注 16]
- 2022年度ギャル流行語大賞（Girls Research Press、2022年12月7日）[注 17] - 第1位[49][注 3]
- 流行ポーズ大賞2022（プレイブ、2022年12月26日）[注 18] - 第5位[63]
- SNS流行語ランキング年間大賞（ウェブ解析士協会、2022年12月20日）[注 8] - 文化・ポーズ部門 第2位[54]

これらの内、株式会社AMFによる「22年上半期の流行語大賞」では、Tiktokで「今一番流行りのポーズ」と、女子中高生から高い評価が得られた。「大学生流行語大賞2022年度上半期」では、コトバ部門でも「ギャル超かわいい」が第9位に記録され、2022年上半期には「ギャル」が流行したことが確認された。「Z世代トレンドアワード2022」に出席した中学3年生（当時）の本田紗来は、「周囲は女子のみならず男子もプリクラでギャルピースを披露している」と明かした。「2022年推し活トレンドランキング」を実施した株式会社Oshicocoによれば、同社の通信販売でも、ファンサービス用のうちわ文字でも「ぎゃるぴして」が売れ筋商品とのことだった。2023年5月のラジオ番組「西川あやの おいでよ!クリエイティ部」（文化放送）でも、「今月発表された最新のJS（女子小学生）流行語」として、ギャルピースが挙げられた。

## 流行の要因
吉崎エイジーニョは、韓国では2010年代中盤以降より、若い世代がレトロなものを新しくアレンジして楽しむことを、「現在あるいは未来（New）」と「過去（Retro）」を合わせた造語で「Newtro」と呼ばれる流行となっており、韓国では日本の1990年代のギャル文化がよく知られていたことから、懐かしさを求める対象が韓国以外にも日本に及び、日本のギャル文化が韓国人にとってもレトロなものの一つとして捉えられた、と分析している。
また、韓国メディアの「亜洲経済」ではギャルピースについて、「やはり、日本発祥のものだけにK-POPの日本人メンバーが慣れ親しんでいるように思います」と説明されている。吉崎はこれを受けて、IVEのレイやaespaのジゼルが共に日本人であり、「日本人が日本発祥のポーズを披露している」という構図がわかりやすいことと、K-POPの日本人メンバーの影響が大きくなったことから、韓国の他のアイドルたちも次々とSNSで披露し始めたともみている。ファンたちがサイン会などでポーズを依頼していることも、流行を加速させている要因の一つとみられている。
韓国の大衆文化評論家のキム・ホンシク（김홍식）は、日本発祥とされるギャルピースが韓国で流行したことについて、「日本の文化のためではなく、単にポーズ自体の魅力に若者が反応している」として、「若者世代は国を意識するのではなく、単にやってみたいと思ったことを真似る傾向がある」と分析している。同じく韓国の大衆文化評論家のハ・ジェグン（하재근）は、「韓国人が反日感情のために日本文化を受け入れにくい部分があるものの、日本文化が世界的な影響力があるために、韓国の若者も少しずつ影響を受けている」との見解を示している。

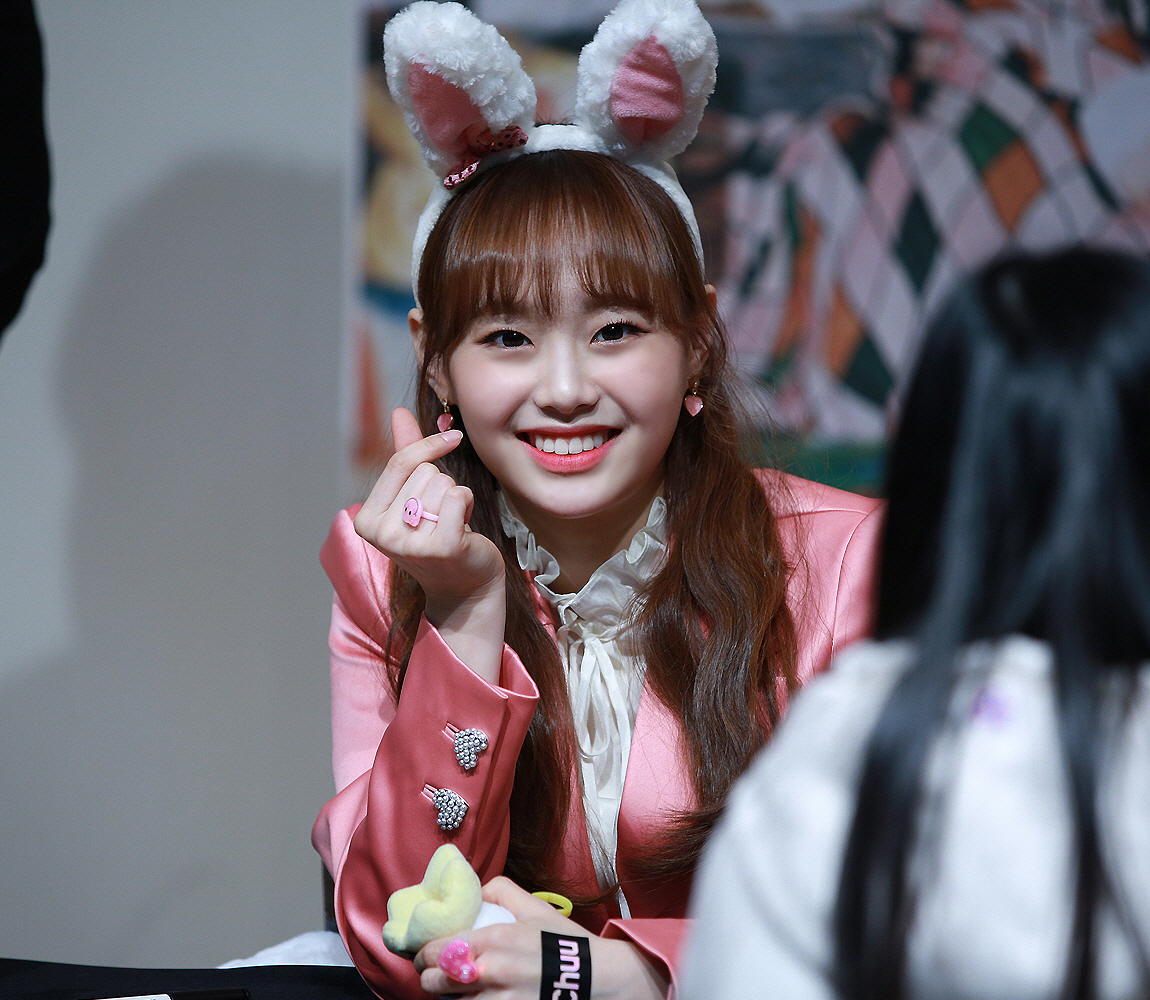
指ハート

日本での流行について、先述のキム・ホンシクは、「日本の若者は、気に入れば韓国の文化でも積極的に受け入れるのであり、日韓の若者の間では実用的な観点が重視されている」と述べている。TWIN PLANETによる2022年の「ギャル流行語大賞」では、ギャルピースによって一瞬で「ぎゃるみ」が出るとして、TikTokやInstagramで爆発的なブームとなったものと分析された。マイナビの大学生向けウェブメディア「マイナビ学生の窓口」においては、道具も必要なく、指ハートのように難しくもないため、とも考えられている。電通プロモーションプラスでZ世代・メンズ美容領域のビジネスプロデューサーとして活動する堀かおりは、K-POPアイドルが日本に及ぼす影響について、「日本の若者が韓国のトレンドを取り入れるのは、ドラマからよりもアイドルから」と語っている。
日本の一般人からの意見としては、「どんな場面でも使える」「目つぶりとか顔隠しと組み合わせやすくて可愛い」「小顔に見える」などの意見が寄せられている。先述の「Z世代トレンドアワード2022」でも「TikTokで小顔に見える」との他、「みんなで簡単にできて楽しそうなのが伝わってくる、いいポーズ」との意見があった。その他、単に「推しがギャルピースをしてたから、学校でもやった」「迷ったらギャルピだった」との声もあった。

## 批判
韓国では、「日本で流行していたポーズを、韓国の文化として受け入れることが韓国の情緒上で好ましくない」「日本文化には拒否感がある」など、このポーズを否定的に捉える意見もある。これについては、「どうせブームはすぐに過ぎ去る」「道徳的に問題がなければ問題ない」「単なる写真のポーズだけなのに、日本での流行という理由だけで拒否することはない」などと、指摘する声も寄せられている。
韓国の大衆文化評論家であるチョン・ドクヒョン（정덕현）は、日本文化を受け入れることに反感を感じている人々が依然として存在しているという点や、日本の間違った点に対する指摘が必要なことを認めつつも、「単に写真を撮るポーズが反日感情の対象になるかどうかは考慮が必要」と考察している。
また、IVEのレイのギャルピースの写真がネット上に拡散し、それを真似る若者が急増すると、ネットユーザーからは「レイのために低俗なギャル文化を真似る人が増えた」「レイが意図的に流行させている」と、中傷の意見も現れている。これに対しては、「レイはファンを喜ばせるために、様々なポーズを研究してる」「色々なポーズをして写真を撮影していたのに、なぜこの写真だけが広まるのか」と反論する意見も挙がっている。